# Eresus
Eresus (лат.) — род пауков из семейства Eresidae. Широко распространён в Палеарктическом регионе — от Европы и Северной Африки до Азии (Китая и Афганистана). Включает 21 вид. Представители рода, ранее называвшиеся Eresus cinnaberinus или Eresus niger, теперь помещены в один из трёх видов: Eresus kollari, Eresus sandaliatus и Eresus moravicus.

## Виды
- Eresus albopictus Simon, 1873 — Марокко, Алжир
- Eresus algericus El-Hennawy, 2004 — Алжир
- Eresus crassitibialis Wunderlich, 1987 — Канарские острова
- Eresus granosus Simon, 1895 — Россия, Китай
- Eresus hermani Kovács et al., 2015 — Венгрия
- Eresus jerbae El-Hennawy, 2005 — Алжир, Тунис
- Чёрный эрезус[2] (Eresus kollari) Rossi, 1846 — от Европы до Центральной Азии
  - Eresus kollari bifasciatus Ermolajev, 1937 — Россия
  - Eresus kollari frontalis Latreille, 1819 — Испания
  - Eresus kollari ignicomus Simon, 1914 — Корсика
  - Eresus kollari latefasciatus Simon, 1910 — Алжир
  - Eresus kollari tricolor Simon, 1873 — Корсика
- Eresus lavrosiae Mcheidze, 1997 — Грузия
- Eresus moravicus Řezáč, 2008 — Австрия, Венгрия, Греция, Словакия
- Eresus pharaonis Walckenaer, 1837 — Египет
- Eresus robustus Franganillo, 1918 — Испания
- Eresus rotundiceps Simon, 1873 — Украина, Туркменистан
- Eresus ruficapillus C. L. Koch, 1846 — Сицилия, Хорватия
- Eresus sandaliatus (Martini & Goeze, 1778) — северная Европа
- Eresus sedilloti Simon, 1881 — Португалия, Испания
- Eresus semicanus Simon, 1908 — Египет
- Eresus solitarius Simon, 1873 — Средиземноморье
- Eresus walckenaeri Brullé, 1832 — Средиземноморье
  - Eresus walckenaeri moerens C. L. Koch, 1846 — Афганистан